# Brahms-Schelfeis
Koordinaten: 71° 27′ S, 73° 43′ W
Das Brahms-Schelfeis ist ein antarktisches Schelfeis im Brahms Inlet an der südwestlichen Küste der Alexander-I.-Insel. Seine Abbruchkante am Wilkins-Sund ist als Brahms-Eisfront benannt.
Das UK Antarctic Place-Names Committee benannte das Schelfeis am 8. Dezember 1977 nach dem deutschen Komponisten Johannes Brahms (1833–1897).